# Ama (Luisiana)
Ama es un lugar designado por el censo ubicado en la parroquia de St. Charles en el estado estadounidense de Luisiana. En el Censo de 2010 tenía una población de 1316 habitantes y una densidad poblacional de 114,7 personas por km².

## Geografía
Ama se encuentra ubicado en las coordenadas 29°56′31″N 90°17′56″O / 29.94194, -90.29889. Según la Oficina del Censo de los Estados Unidos, Ama tiene una superficie total de 11.47 km², de la cual 9.11 km² corresponden a tierra firme y (20.61%) 2.36 km² es agua.

## Demografía
Según el censo de 2010, había 1316 personas residiendo en Ama. La densidad de población era de 114,7 hab./km². De los 1316 habitantes, Ama estaba compuesto por el 56.76% blancos, el 41.95% eran afroamericanos, el 0.15% eran amerindios, el 0% eran asiáticos, el 0.08% eran isleños del Pacífico, el 0.46% eran de otras razas y el 0.61% pertenecían a dos o más razas. Del total de la población el 1.98% eran hispanos o latinos de cualquier raza.